# Мостове (Пологівський район)
Мостове́ — село в Україні, у Молочанській міській громаді Пологівського району Запорізької області. Населення становить 178 осіб. До 2020 орган місцевого самоврядування - Новомиколаївська сільська рада.

## Географія
Село Мостове розташоване на лівому березі річки Курушан, вище за течією на відстані 2,5 км розташоване село Козолугівка, нижче за течією на відстані 0,5 км розташоване село Новомиколаївка.

## Історія
- 1857 — дата заснування як села Тигенвейде.
- До 1871 року село входило в Молочанський менонітський округ Бердянського повіту.[1]
- В 1945 році перейменоване в село Мостове.
- 12 червня 2020 року, відповідно до Розпорядження Кабінету Міністрів України від № 713-р «Про визначення адміністративних центрів та затвердження територій територіальних громад Запорізької області», увійшло до складу Молочанської міської громади.[2]
- 19 липня 2020 року, в результаті адміністративно-територіальної реформи та ліквідації Токмацького району, селище увійшло до складу Пологівського району[3].

## Персоналії
- Катаріна Шелленберг (1870—1945) — американська місіонерка й лікарка в Індії.